# Echizen (Fukui)
Echizen (japanisch 越前町, -chō) ist eine Stadt im Nyū-gun in der Präfektur Fukui in Japan.
Echizen ist für seine Keramik bekannt. Es ist, neben Shigaraki (heute: Kōka), Bizen, Seto, Tamba (heute: Konda, Sasayama) und Tokoname, eine der sogenannten „Sechs Alten Brennofenstätten Japans“ (日本六古窯, Nihon rokkoyō). Daher wird diese Keramik von japanischen und internationalen Keramikkennern hoch verehrt.

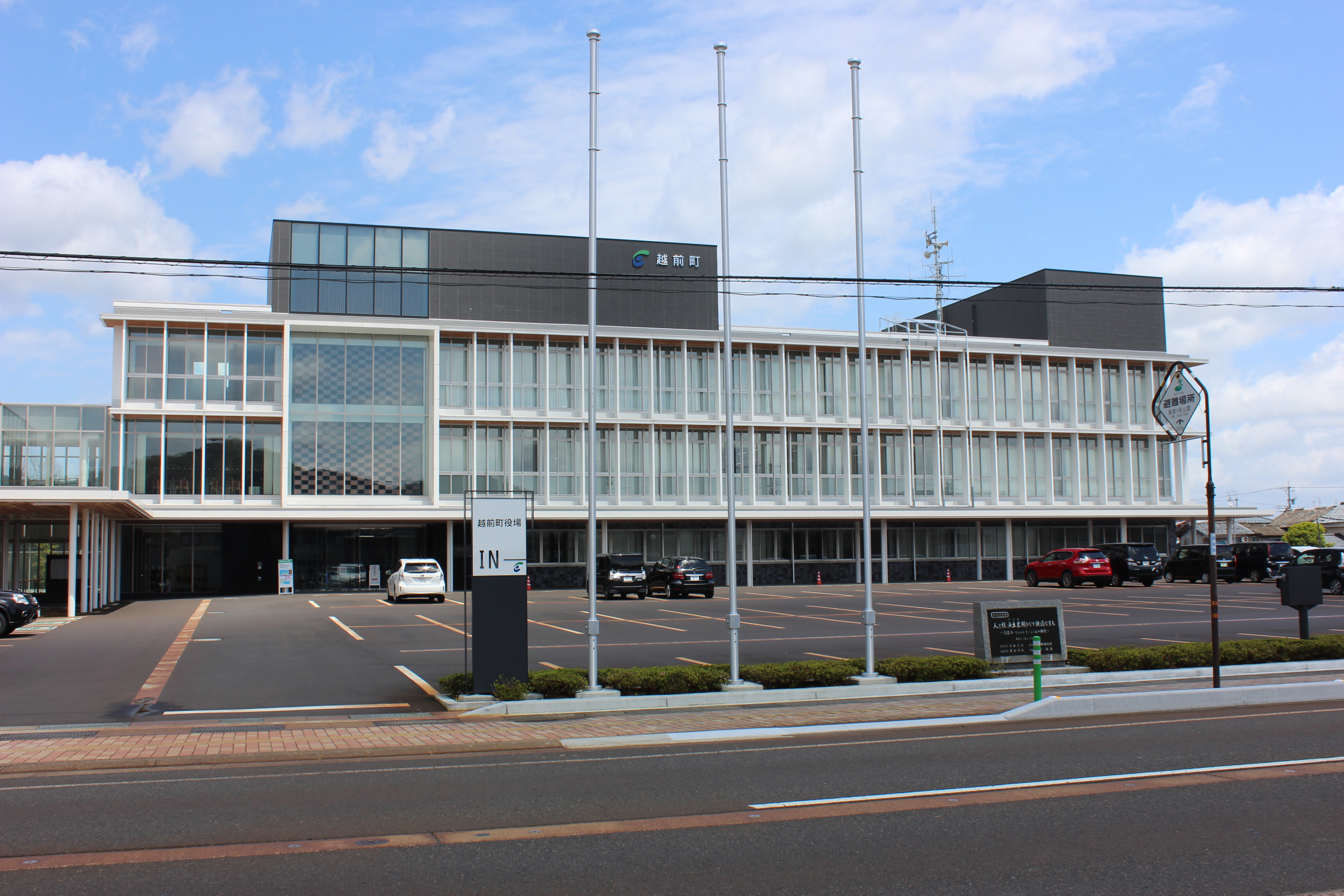
Rathaus